# Erik Godin
Erik Godin (i riksdagen kallad Godin i Vike), född 29 maj 1866 i Mo socken, Ångermanland, död 15 maj 1943 i Arnäs församling, var en svensk lantbrukare och riksdagsledamot (liberal).
Erik Godin var lantbrukare i Arnäs landskommun, där han också var kommunalnämndens ordförande 1910–1920 och kommunalfullmäktiges ordförande 1919–1931. Han var riksdagsledamot i andra kammaren 1921 för Ångermanlands norra valkrets och tillhörde i riksdagen Frisinnade landsföreningens riksdagsgrupp Liberala samlingspartiet.